# Coupe continentale de rink hockey 2019
Navigation
2018 2020
La Coupe continentale de rink hockey 2019 est la 39e édition de la dite compétition. Elle se déroule à Lisbonne au Portugal du 28 au 29 septembre 2019. Elle oppose les quatre clubs du Sporting CP et FC Porto (Portugal), Sarzana (Italie) et CE Lleida (Espagne). 